# Steingeshof
Steingeshof ist eine Hofschaft in der bergischen Großstadt Wuppertal.

## Lage und Beschreibung
Die Hofschaft liegt im Nordwesten der Stadt Elberfeld auf 218 m ü. NHN im Südwesten des Wuppertaler Wohnquartiers Siebeneick des Stadtbezirks Uellendahl-Katernberg nahe der Stadtgrenze zu Velbert.
Benachbarte Wohnplätze und Ortschaften sind Auf der Schmitten, Römersleimberg, Römershäuschen, Schanze, Am Lindgen, Krähenberg, Otterberg und die unmittelbar benachbarten Wüstenhof, Jungmannshof und Schevenhof.

## Geschichte
Im Jahr 1500 wird ein Hof Zum Stein urkundlich erwähnt. Diese Nennung bezieht sich wahrscheinlich auf den Steingeshof. Ein Steintgens Bruch zu Scheven wird 1572 erwähnt.
Der Ort ist auf der Topographischen Aufnahme der Rheinlande von 1824 und auf der Preußischen Uraufnahme von 1843 als Steinges eingezeichnet. Auf Messtischblättern des frühen 20. Jahrhunderts trägt der Ort den Namen Steintges.
Steingeshof lag nahe an einer überörtlichen Altstraße, der Alten Kölnischen Straße von Köln über Hilden, Erkrath-Hochdahl, Mettmann-Diepensiepen und Wülfrath-Oberdüssel nach Westfalen. Der heutige Schanzenweg folgt hier der alten Trasse.
Im 19. Jahrhundert gehörte Steingeshof zu den Außenortschaften der Bauerschaft Obensiebeneick der Bürgermeisterei Hardenberg, die 1935 in Neviges umbenannt wurde. Damit gehörte es von 1816 bis 1861 zum Kreis Elberfeld und ab 1861 zum alten Kreis Mettmann.
1888 lebten in Steingeshof sechs Einwohner in einem Wohnhaus. Der Ort wurde zu der Zeit Steintges genannt.
Durch die nordrhein-westfälische Gebietsreform kam Neviges mit Beginn des Jahres 1975 zur Stadt Velbert und die östlichen Außenortschaften von Neviges um Steingeshof wurden in Wuppertal eingemeindet.